# Sárgahasú lápicsiröge
A sárgahasú lápicsiröge (Pseudoleistes guirahuro) a madarak osztályának verébalakúak (Passeriformes) rendjébe, azon belül a csirögefélék (Icteridae) családjába tartozó faj.
Magyar neve forrással nincs megerősítve.

## Rendszerezése
A fajt Louis Pierre Vieillot francia ornitológus írta le 1819-ben, az Agelaius nembe Agelaius guirahuro néven.

## Előfordulása
Dél-Amerika keleti részén, Argentína, Brazília, Paraguay és Uruguay területén honos. A természetes élőhelye szubtrópusi és trópusi száraz legelők és szántóföldek, valamint folyók, patakok és mocsarak környéke. Állandó, nem vonuló faj.

## Megjelenése
A hím átlagos testhossza 25,5 centiméter, a hím átlagos testtömege 91,2 gramm, a tojóé 82 gramm.
|  |

## Életmódja
Ízeltlábúakkal, kisebb gerincesekkel és magvakkal táplálkozik.